# 梁慶一
梁慶一（ヤン・ギョンイル、1970年3月26日 - ）は、大韓民国仁川広域市に在住する漫画家である。血液型はO型である。

## 経歴
『週刊少年チャンプ』にて「小魔神話戦記」でデビュー。代表作には、「死霊狩り」（原作：平井和正）、「アイランド」（原作：尹仁完）がある。
「死霊狩り」で日本でのデビュー後、自ら小学館にコンタクトを取り、同社の『月刊サンデージェネックス』にて「新暗行御史」（原作：尹仁完）の連載を開始した。「新暗行御史」は2004年に日韓合同制作による劇場版アニメが公開された。

## 人物
趣味はテレビゲームと料理である。女優のジュリア・ロバーツと香港の武侠映画を好む。

## 作品

### 連載
- 小魔神話戦記（英語版）（原作：黄竜洙、週刊少年チャンプ、デウォンCI）
- 死霊狩り（原作：平井和正、コミックビーム、エンターブレイン）
- アイランド（フランス語版）（原作：尹仁完、ヤングチャンプ、デウォンCI）
- 新暗行御史（原作：尹仁完、月刊サンデーGX2001年4月号 - 2007年9月号、小学館）
- MARCH STORY（原作：金亨敏、月刊サンデーGX2008年1月号 - 2013年2月号、シリーズ連載、小学館）
- Let's BIBLE!（原作：尹仁完、ヤングガンガン2008年10号 - 2008年13号、スクウェア・エニックス）
- BURNING HELL 神の国（原作：尹仁完、金銀姫 ビッグコミックスピリッツ2008年29号 - 2008年33号、短期集中連載、小学館。 Netflixドラマ「キングダム（英語版）」の原作）
- DEFENSE DEVIL（原作：尹仁完、週刊少年サンデー2009年19号 - 2011年28号、小学館）
- AREA D 異能領域（原作：七月鏡一、週刊少年サンデー2012年15号 - 2016年8号、小学館）
- 剣鞘の子〜けんしょうのこ〜（原作：Hyungmin Kim、カカオページ2020年2月1日-）

### 読切
- THE FOOLS（原作：尹仁完、別冊ヤングサンデー2000年1月16日号、小学館）
- 新暗行御史（原作：尹仁完、月刊サンデーGX2000年10月号、小学館）
- Let's BIBLE!（原作：尹仁完、ヤングガンガン2005年24号・2006年1号、スクウェア・エニックス）
- JUNGLE JUICE!（原作：尹仁完、週刊少年サンデー2007年14号、小学館）
- 悪魔弁護士クカバラ（原作：尹仁完、週刊少年サンデー2008年7号、小学館）※少年サンデー特別増刊R2008年8月24日号に再録

### その他
- アニメ レストル特殊救助隊 （メインキャラクターデザイン原案、韓国版ではキャラクターデザインでクレジットされているが日本版では名前がクレジットされていない）